# Integrierter Gesamtantrieb

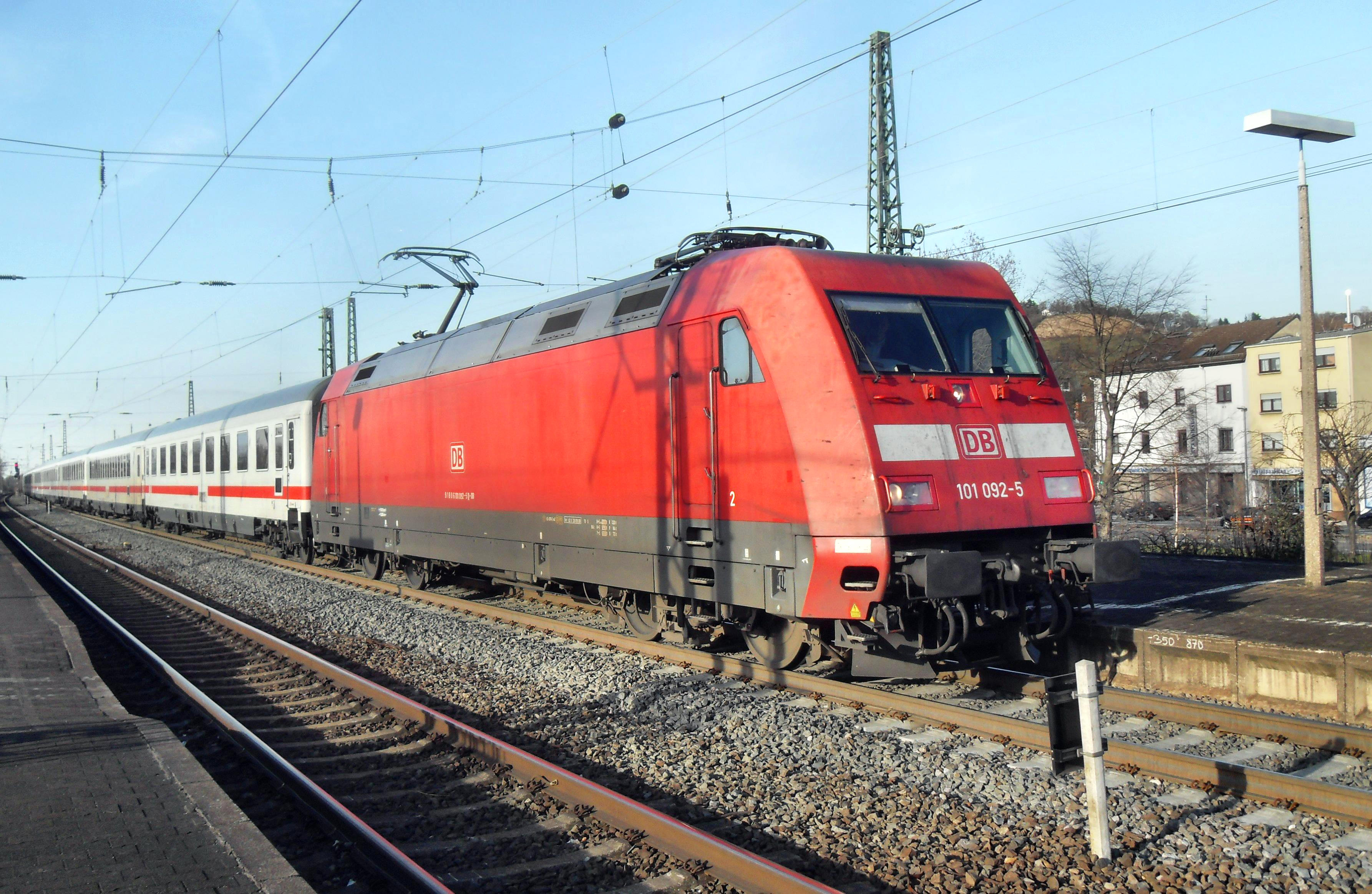
Lokomotive der Baureihe 101 der Deutschen Bahn, wo der IGA-Antrieb erstmals verwendet wurde

Integrierter Gesamtantrieb, abgekürzt IGA, ist ein von ABB entwickelter Einzelachsantrieb für Elektro- und Diesellokomotiven. Er ist ein Hohlwellenantrieb, bei dem ein Teil des Fahrmotorgewichts direkt vom Fahrzeugkasten getragen wird.

## Geschichte
Bei der Entwicklung der modernen Lokomotiven mit Drehstromantriebstechnik wurde neben der Überarbeitung der Elektrik auch an einer Verbesserung der mechanischen Eigenschaften des Achsantriebes gearbeitet. Dabei wurde der Fokus auf einen besseren Kraftfluss gelegt; bei allen elektrischen Antrieben herkömmlicher Konstruktion befindet sich das Antriebsritzel des Fahrmotors auf der Rotorwelle außerhalb des Lagerschildes auf der Antriebsseite, was zu hohen Biegebelastungen des Ritzels und der Motorwelle führt. Beim integrierten Gesamtantrieb besitzt der Motor nur noch ein Lager auf der Nichtantriebsseite, während das andere Ende der Rotorwelle von einem außerhalb des Ritzels liegenden Lager im Getriebegehäuse getragen wird, das an den Motor angeflanscht ist.
Zum ersten Mal wurde dieser Antrieb in der 120 004 eingebaut und seit 1993 erprobt. Der Antrieb wurde daraufhin bei den Lokomotiven der BR 101 und bei einigen ausländischen Lokomotiven eingesetzt und hatte auch bei hohen Geschwindigkeiten gute Fahreigenschaften. Durch die Drehstromtechnik konnten die Motoren wesentlich kleiner gestaltet werden.

## Technik
Der Integrierte Gesamtantrieb wird für Fahrzeuge mit Geschwindigkeiten über 140 km/h verwendet, wo die Massen im Drehgestell möglichst klein gehalten werden müssen damit die Trägheitsmomente bei Schlingerbewegungen um den Drehpunkt des Drehgestells möglichst klein werden. So sind die ICE 2 und alle anderen schnelleren elektrischen Lokomotiven mit dieser Antriebsform versehen. Der Kraftfluss ist Fahrmotor-Motorritzel-Zwischenrad-Grossrad-Verbindungsstern-Hohlwelle-Verbindungsstern-Radscheibe-Schiene. Das Zwischenrad im Getriebe ermöglicht höhere Übersetzungen und vergrößert den Abstand zwischen Motor und Achse, sodass auf der Hohlwelle Bremsscheiben für Scheibenbremsen angeordnet werden konnten.
Durch seinen Einsatz konnten die Wartungsintervalle der Lokomotiven wesentlich verlängert werden, es wird von Laufleistungen über 2 Millionen Kilometern gesprochen. Konnten bei Antrieben herkömmlicher Bauart noch Achsen und Motoren im Bahnbetriebswerk getauscht werden, so ist dies beim integrierten Gesamtantrieb nicht mehr möglich. Die kompakte Bauweise erfordert Spezialwerkzeug und Spezialmaschinen, sodass im Bahnbetriebswerk lediglich der gesamte Antrieb getauscht werden kann. Weitere Arbeiten obliegen dem Ausbesserungswerk.

## Anwendung
- Schnellzuglokomotive DB-Baureihe 101
- Triebwagen ICE 2
- NJT ALP-46 und ALP-45 DP
- FS E.405 und E.412
- OSE 220 (DE 2000)

## Patent
- Patent  DE4137234: Antriebseinheit für Schienenfahrzeuge. Angemeldet am 13. November 1991, veröffentlicht am 19. Mai 1993, Anmelder: ABB Patent GmbH, Erfinder: Lutz Schwendt.‌